# Fieseler Fi 5
Fieseler F5 (Fi-5 là tên định danh khác của loại máy bay này) là một máy bay thể thao hai chỗ, một động cơ do hãng Fieseler Flugzeugbau của Đức chế tạo vào thập niên 1930. Nó được khởi xướng bởi Gerhard Fieseler, phi công át và ngôi sao lái máy bay nhào lộn của Đức.
Gerhard hoàn toàn làm việc ở công ty sau khi giành chiến thắng ở Giải nhào lộn trên không thế giới 1934 trên chiếc Fieseler F2 Tiger, trước đó Gerhard cùng F2 Tiger cũng đã giành chiến thắng trong Giải vô địch nhào lộn trên không châu Âu 1932. Chiếc F5 là một trong những chiếc máy bay bán chạy nhất của công ty. F5 trang bị động cơ Hirth HM 60. Đối thủ cạnh tranh với F5 là Klemm Kl 25, nhưng cánh của nó ngắn hơn và khó điều khiển hơn, nên F5 trở thành thông dụng.

## Tính năng kỹ chiến thuật (F.5R)
Dữ liệu lấy từ THE "FIESLER 5" MONOPLANE

### Đặc điểm riêng
- Tổ lái: 2
- Chiều dài: 6,60 m (21 ft 7¾ in)
- Sải cánh: 10,0 m (32 ft 9⅝ in)
- Chiều cao:
- Diện tích cánh: 13,6 m² (146 sq ft)
- Trọng lượng rỗng: 341 kg (750 lb)
- Động cơ: 1 động cơ piston Hirth HM 6R, công suất 58 kW (78 hp)

### Hiệu suất bay
- Vận tốc cực đại: 209 km/h (113 knots, 130 mph)
- Tầm bay: 600 km (324 hải lý, 373 dặm)
- Trần bay: 5.100 m (16.730 ft)
- Vận tốc lên cao: 1000 m/4,8 phút